# Tavera
Tavera település Franciaországban, Corse-du-Sud megyében. Lakosainak száma 433 fő (2022. január 1.). Tavera Azzana, Bastelica, Bocognano, Pastricciola, Rezza és Ucciani községekkel határos.

## Népesség
A település népessége az elmúlt években az alábbi módon változott:
| Lakosok száma | 278  | 250  | 249  | 371  | 386  | 398  | 401  | 399  | 394  | 433  |
|               | 1968 | 1982 | 1990 | 2006 | 2013 | 2015 | 2017 | 2019 | 2020 | 2022 |